# Judy Herrera
Jude Herrera (...) è un'attrice statunitense.
Ha studiato recitazione alla AMDA a New York.

## Filmografia

### Cinema
- L'uomo del giorno dopo (The Postman), regia di Kevin Costner (1997)
- Melting Pot (Race), regia di Tom Musca (1997)
- East of Hope Street, regia di Nate Thomas (1998)
- Restons Groupés, regia di Jean-Paul Salomé (1998)
- The Independent, regia di Stephen Kessler (2000)
- Tortilla Soup, regia di Maria Ripoll (2001)
- The Doe Boy, regia di Randy Redroad (2001)
- The Flats, regia di Kelly Requa e Tyler Requa (2002)
- Tortilla Heaven, regia di Judy Hecht Dumontet (2007)
- Inhale, regia di Baltasar Kormákur (2010)

### Televisione
- Blue Rodeo, regia di Peter Werner – film TV  (1996)
- E.R. - Medici in prima linea (ER) – serie TV, episodio 4x03 (1997)
- Walker Texas Ranger – serie TV, episodi 7x15-7x16 (1999)
- Wildfire – serie TV, episodio 2x03 (2006)
- Living Hell (Organizm), regia di Richard Jefferies – film TV (2008)